# Wernecke (Yukon)
Wernecke ist eine verlassene Ortschaft und Minen-Camp im Yukon-Territorium nördlich von Keno City.
Das Camp wurde von Livingston Wernecke (1883–1941) gegründet, der Generalinspektor der Treadwell Yukon Company Ltd war. Es war von 1921 bis 1941 in Betrieb, in er Spitze waren 60 Personen dort beschäftigt. Im Januar 1925 wurde eine 100-Tonnen-Flotationsmühle und -Konzentrationsanlage fertiggestellt, die bis 1933 hauptsächlich Erze aus den Sadie-Ladue- und Lucky Queen-Erzgängen verarbeitete. Die Mühle in Wernecke verarbeitete 244.330 Tonnen Erz aus den Sadie-Ladue-Claims, die 12.725.633 Unzen Silber mit durchschnittlich 52,08 Unzen pro Tonne, 6,53 % Blei und 4,51 % Zink lieferten. Die Mühle wurde 1935 nach Elsa am Galena Hill verlegt.
Viele Artefakte aus dem Wernecke-Camp sind im Keno Mining Museum in Keno City zu sehen.